# Tiefensee (Werneuchen)
Tiefensee è una frazione della città tedesca di Werneuchen, nel Brandeburgo.

## Storia
Il comune di Tiefensee venne soppresso nel 2003 e aggregato alla città di Werneuchen.